# Agnes Arber
Agnes Robertson Arber (Londres, 23 de febrer de 1879 - Cambridge, 22 de març de 1960) fou una botànica i una historiadora de la ciència britànica.

## Biografia
El seu pare Henry Robert Robertson, era un artista d'origen escocès apassionat de la botànica, que dirigia una escola privada a Slough. Diversos membres de la família materna, Agnes Lucy Turner, eren personalitats intel·lectuals com John Davidson (1797-1836) o George Fownes (1815-1849), membres de la Royal Society. El seu germà, Donald Straun Robertson (1885-1961), era professor emèrit de grec a Cambridge; la seva germana, Janet Robertson, era retratista.
Agnes Robertson va cursar els seus estudis al North London Collegiate School for Girls on l'ensenyament de les ciències tenia una gran reputació i molt aviat s'apassiona per la botànica. Descobreix als tretze anys la petita obra Plant Life de George Edward Massee (1850-1917). És al mateix temps que descobreix l'obra de Goethe (1749-1832), que serà una de les grans passions de la seva vida. Durant la seva escolaritat, descobreix una edició de 1578 del Lyte’s Herbal, traducció a l'anglès de l'obra de Rembert Dodoens (1517-1585) subtilment il·lustrat. Aquest descobriment li incitarà a interessar-se per la història dels primers herbaris impresos i publicarà, l'any 1912, una obra fonamental de la història de les ciències, Herbals, their origin and evolution.
Troba, gràcies al club científic de la seva escola, a la botànica Ethel Sargant (1816-1918). Aquesta especialista de l'anatomia dels embrions vegetals posseïa un laboratori privat en el qual convida a la jove Agnes a passar les seves vacances; exactament abans de la seva entrada al University College de Londres l'any 1897. Segueix, en particular, els cursos de Francis Wall Oliver (1864-1951), de Sir Arthur George Tansley (1871-1955) i obté la llicenciatura en Ciències l'any 1899. Entra llavors al Newnham College de Cambridge on segueix els cursos d'Albert Charles Seward (1863-1941), Harry Marshall Ward (1854-1906), Frederick Frost Blackman (1866-1947), Francis Darwin (1848-1925) i Edward Alexander Newell Arber (1870-1918). Un dels professors que tindrà major influència va ser William Bateson (1861-1926), que contribueix al redescobriment dels treballs de Gregor Mendel (1822-1884). Després d'haver treballat conjuntament amb Ethel Sargant i haver publicat amb ella un article sobre els gèrmens de les herbes, de 1903 a 1908, estudia en el University College amb F.W. Oliver. S'interessa llavors per les gimnospermes actuals i les fòssils.
Es casa el 5 d'agost de 1909 amb el seu antic professor, E.A.N. Arber, nou anys major que ella i docent de paleobotànica a la Universitat de Cambridge. D'aquest matrimoni neix un únic fill, Muriel, al juliol del 1912. El seu sogre és el professor Edward Arber (1836-1912), especialista de literatura anglesa antiga.
Després de la publicació del seu llibre Herbals (1912), publica nombrosos articles a les revistes Annals of Botany i The Botanical Gaceta. L'any 1920, Agnes Arber publica un llibre sobre plantes aquàtiques: Water plants: a study of aquatic angiosperms. Reprèn un projecte iniciat per Ethel Sargant, un manual de botànica titulat The Monocotyledons, que apareix l'any 1925 amb 140 il·lustracions de la seva mà. Comença, a la dècada de 1930, una sèrie d'estudis sobre l'estructura floral.
Durant la Segona Guerra Mundial, es consagra a estudis més generals com The Natural Philosophy of Planta Form (1950) i sobretot The Mind and the Eye, a Study of the Biologist’s Standpoint (1954). Agnès Arber tracta de la naturalesa de la recerca biològica, la filosofia de la biologia, i com una especialista observa el que estudia.

## Honors
És designada membre de la Societat Linneana de Londres (1908), participa en el seu comitè director de 1915 a 1919, corresponsal estrangera de la Botanical Society of America (1942) i membre de la Royal Society (1946), sent la tercera dona que rebia tal honor. També rep la medalla linneana de 1948. Supervisa la publicació de l'obra botànica de Goethe el 1946 i de Nehemiah Grew (1641-1712).

## Obra
- "Herbals: Their Origin and Evolution A Chapter in the History of Botany 1470-1670". Cambridge Science Classics. 1912
- Water Plants: A Study of Aquatic Angiosperms. 1920
- Monocotyledons: A Morphological Study. 1925
- The Gramineae: A Study of Cereal, Bamboo and Grass. 1934
- "The mind & the eye; a study of the biologist's standpoint". 1954
- "The natural philosophy of plant form". 1950
- "The Manifold and the One". 1957